# Доходный дом М. И. Бабанина
Доходный дом М. И. Бабанина — крупномасштабное восьмиэтажное здание, построенное в 1912—1913 годах по проекту архитектора Э. К. Нирнзее, некогда — самый высокий дом в Замоскворечье. В плане имеет «Ш»-образную форму с двумя дворами. Дом принадлежал купцу Михаилу Ивановичу Бабанину. Является объектом культурного наследия регионального значения. Расположен по адресу Москва, Климентовский переулок, д. 6, на углу Климентовского переулка и Садовнического проезда.

## История
При постройке южный фасад дома, ориентированный на Климентовский переулок, был главным, а западный фасад, выходящий сейчас на Садовнический проезд (проложен в 1964 году), был дворовым. Южный фасад дома обильно декорирован. На нем можно увидеть медальоны, гирлянды, факелы, грифоны, маски. А под окнами расположены ряды балясин.
На западном фасаде сохранились входные двери с латунными ручками и филенками. Закрывавшие проемы проездных арок чугунные ворота с львиными масками не сохранились.
На дворовых фасадах декор отсутствует.
Из технических новшеств для того времени можно выделить лифты и центральное водяное отопление.
Доходный дом был задуман как автономный городской комплекс — в подвалах под домом были прачечные и другие службы, а под внутренними дворами располагались большие подвалы, выделенные под нужды жильцов.

## Известные обитатели
Французский писатель Ромен Гари (на тот момент Роман Кацев) в детстве жил в квартире № 4 со своей матерью, актрисой Миной Кацевой. В 2021 году на стене дома была открыта мемориальная доска писателю, прожившему в нём 1917 по 1921.
В 40-годах в доме на седьмом этаже в одной из коммунальных квартир жил актёр-декламатор В. Н. Яхонтов, создатель популярного жанра «театр одного актёра».